# Lindor 2017
Pour les articles homonymes, voir Lindore.
La 11e cérémonie des Lindor s'est déroulée le 30 septembre 2017 au zénith de Zéphyr à Cayenne en Guyane et a été diffusée en direct sur la chaîne Guyane 1re.
Elle consiste à récompenser les artistes les plus populaires de l'année 2017 en Guyane.